# José Zaragoza
José Zaragoza (Alicante, 14 de julho de 1930 – São Paulo, 15 de maio de 2017) foi um pintor e publicitário espanhol radicado no Brasil desde 1952.
Ingressou na JWT no mesmo ano como diretor de arte. Transferiu-se para o escritório da agência em Nova York e estagiou na NBC em 1956.
Fundou em 1962, juntamente com Ronald Persichetti e Francesc Petit o estúdio de design gráfico Metro 3, que alcançou grande sucesso na época por seus trabalhos inovadores em termos visuais. Naturaliza-se brasileiro nalgum ponto da década de 1970. Posteriormente, fundaria com Ronald Persichetti, Petit e Roberto Duailibi a agência DPZ, até hoje uma das maiores do Brasil.
Foi o primeiro presidente (e um dos fundadores) do CCSP. Lançou o livro Layoutman em 2004, que chegou a ser premiado nos Estados Unidos. O livro é uma compilação de seus melhores trabalhos na propaganda ao longo das décadas. Como pintor, realizou e participou de inúmeras exposições, dentre elas a Bienal de São Paulo de 1963 a 1967. Em 2005, fez uma exposição no Museu Brasileiro de Escultura, com o nome de Zaragoza – Meio Século – Revisão, que reuniu seus trabalhos artísticos feitos no Brasil nos últimos 50 anos.